# Ludwik Wertenstein

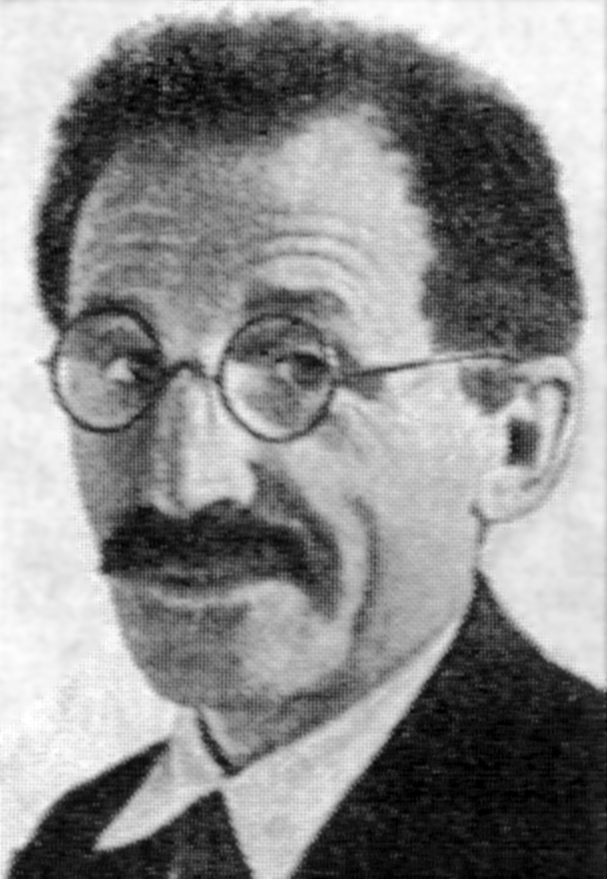
Ludwik Wertenstein

Ludwik Wertenstein (* 16. April 1887 in Warschau; † 18. Januar 1945 in Budapest) war ein polnischer Physiker und Pionier der experimentellen Kernphysik in Polen.

## Leben und Wirken
Wertenstein war ein Schüler von Marie Curie, an deren Institut in Paris er ab 1908 war. Er zählte zu ihren produktivsten Mitarbeitern und wurde nach seiner Promotion 1913 an der Sorbonne von dieser zusammen mit Jan Kazimierz Danysz nach Warschau geschickt, um dort das Radiologische Institut der Towarzystwo Naukowe Warszawskie (TNW) aufzubauen. Nach dem Tod von Danysz 1914 leitete Wertenstein das Institut bis zum Zweiten Weltkrieg.
Dort leistete er Pionierarbeit in experimenteller Kernphysik in Polen. Er lehrte auch an der privaten Freien Polnischen Universität (Wolna Wszechnica Polska) in Warschau, die 1918 bis 1952 bestand. 1925 bis 1927 war er bei Ernest Rutherford an der University of Cambridge und knüpfte dort Kontakte zu britischen Kernphysikern wie James Chadwick und John Cockcroft. Enge Kontakte bestanden weiterhin zu Marie Curie und ihrer Tochter Irene Joliot-Curie und anderen Physikern in Paris (wie Paul Langevin oder Louis de Broglie). Er wollte bei Beginn des Zweiten Weltkriegs eigentlich nach Kopenhagen zu Niels Bohr, die deutsche Besetzung Polens verhinderte dies aber. Durch internationalen Einsatz von Wissenschaftlern entkam er dem Holocaust in Polen und ging nach Ungarn, wo er während der Kämpfe um Budapest am Ende des Krieges getötet wurde.
Er war einer der Gründer der Polnischen Physikalischen Gesellschaft. Er veröffentlichte auch populärwissenschaftliche Werke.
Seine Ehefrau Mathilde Wertenstein war auch Physikerin. Seine Tochter Wanda Wertenstein (1917–2003) war Filmkritikerin, Drehbuchautorin und Regisseurin. Zu seinen Schülern zählen Józef Rotblat, der auch einen Nachruf auf ihn verfasst, der in Nature erschien und Marian Danysz.

## Schriften
- Radioactivité. Hermann, Paris 1939.